# Johann Gottfried Schadow
Johann Gottfried Schadow, född den 20 maj 1764 i Berlin, död 27 januari 1850 i Berlin, var en tysk skulptör, grafiker och konstteoretiker. Han var en av de ledande företrädarna för nyklassicismen i Tyskland. Hans verk omfattar bland annat quadrigan på Brandenburger Tor i Berlin.

## Biografi

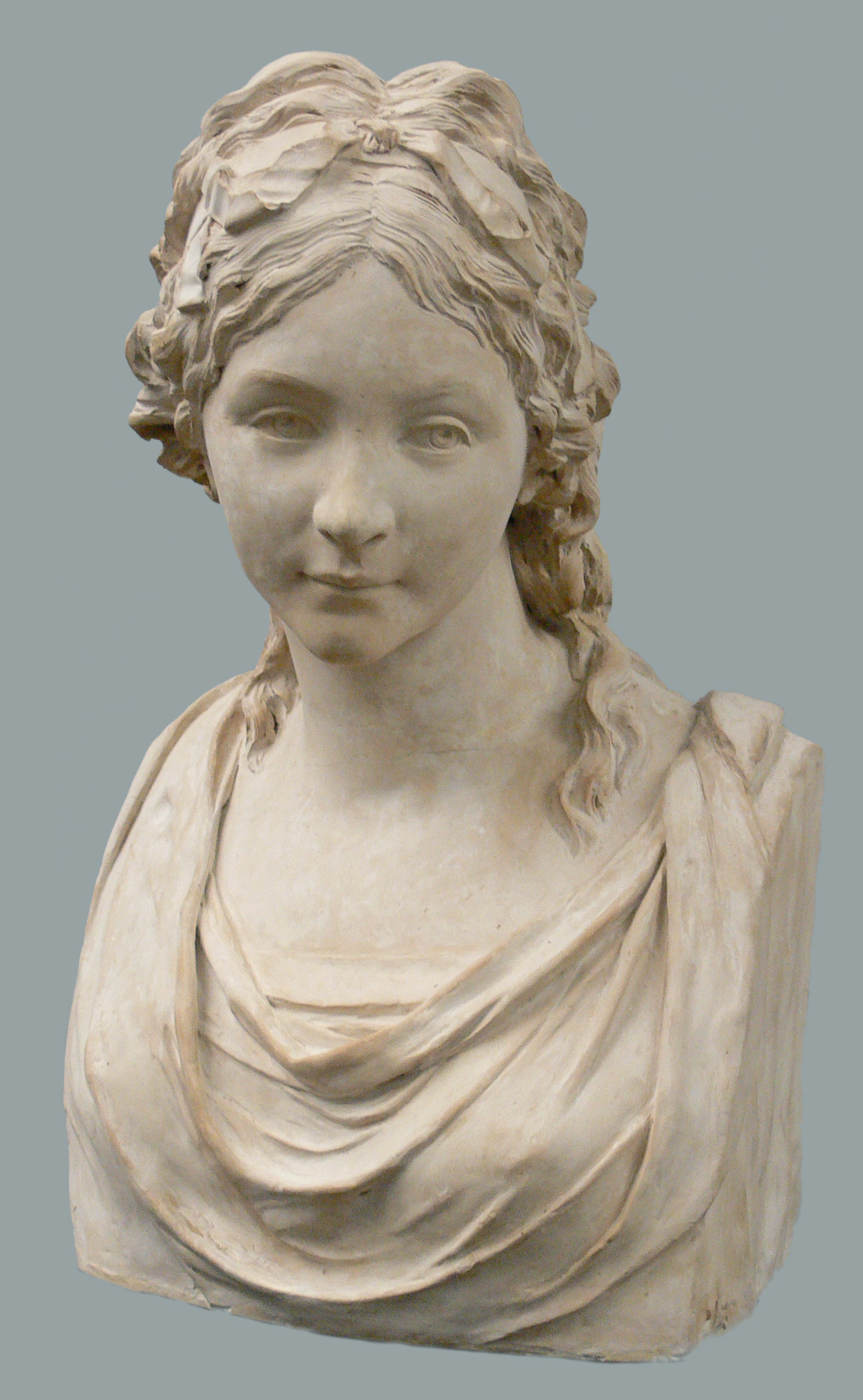
Fredrika av Preussen.

Han var son till skräddarmästaren Gottfried Schadow och Anna Katharina Nille och gift första gången 1785 med Marianne Devidels och andra gången från 1817 med Henriette Rosenstiel. Schadow var lärjunge till den i Berlin bosatte belgiske skulptören Antoine Tassaert och tog starka intryck av sin lärares realistiska konststil inom den monumentala skulpturen. Schadow studerade i Rom 1785-1787 där Antonio Canovas nyklassicism i Rom även satte en prägel på hans konst. I Rom utförde han bland annat gruppen Perseus och Andromeda. Han blev 1787 sekreterare vid akademien i Berlin och hovbildhuggare i Fredrik Wilhelm II:s Berlin 1788 efter Tassaert.´I sin konstuppfattning företrädde han en mer realistisk anda som vid den tidpunkten var mot strömmen bland övriga skulptörer. I samband med Fredrik Wilhelm II:s planer på att uppföra ett ryttarmonument fick Schadow göra en tjänsteresa till Sverige, Danmark och Ryssland för att studera ryttarstatyer av franskt ursprung och lära sig bronsgjutningstekniken. Under uppehållet i Sverige 1791 umgicks han flitigt med Niklas Lafrensen och Johan Tobias Sergel samt deltog i det gustavianska nöjeslivet. Han valdes in som ledamot av Konstakademien och medverkade i akademiens utställningar 1794 och 1803. Som receptionsstycke till Svenska konstakademien  utförde han statyetten Mars i gips. Ryttarstatyn med Fredrik den store kom emellertid inte att utföras av Schadow trots att han visade sju stora utkast på akademiutställningen i Berlin 1797. Han blev akademiens rektor 1805 och dess direktör 1815. Hans första betydande arbete i Berlin blev det figurrika gravmonumentet över en ung greve von der Mark (i Dorotheenkirche 1790) med allegorisk komposition i tidens antikiserande stil. Han utförde vid denna tid sina första monumentala statyer, Fredrik II och Hans Joachim von Zieten. 
1797 utställdes en dubbelstaty av prinsessorna Lovisa och Fredrika av Preussen och porträttbyster av de två prinsessorna (nu i Nationalgalleriet i Berlin). Ett motstycke till Zietens staty blev bilden av furst Leopold av Dessau. Helt genreartad är den karaktärsfulla statyetten av Fredrik II med två vindhundar (1816, först i Sanssouci, idag i Bodemuseum). Känd är även Luthermonumentet i Wittenberg (1821). Flera byster utförde han för Walhalla. Han lämnade efter sig många små skisser till aldrig utförda bilder, grekiska ynglingar och kvinnor, kompositioner i relief, dessutom raderingar (omkring 90 blad), litografier och mästerliga teckningar - bland dessa porträtt och även karikatyrer. Han uppträdde som författare med de konstteoretiska verken Polyklet (1834) och Nationalphysiognomien (1835), båda utkomna i flera upplagor. Hans Aufsätze und Briefe utgavs 1864. Hans mest kända monumentalverk var fyrspannet på Brandenburger Tor i Berlin som förstördes under andra världskriget och som numera är ersatt av en kopia. 
Schadow är representerad vid Nationalmuseum i Stockholm.  

## Övrigt
Asteroiden 5265 Schadow är uppkallad efter honom.

### Fotnoter
1. 1 2  Gottfried Schadow, RKDartists (på engelska), RKDartists-ID: 70069.[källa från Wikidata]
2. 1 2  SNAC, SNAC Ark-ID: w6cc8xf2, läs online, läst: 9 oktober 2017.[källa från Wikidata]
3. 1 2  Encyclopædia Britannica, Encyclopædia Britannica Online-ID: biography/Gottfried-Schadowtopic/Britannica-Online, läst: 9 oktober 2017.[källa från Wikidata]
4. ↑  Gemeinsame Normdatei, läst: 10 december 2014.[källa från Wikidata]
5. ↑  Gemeinsame Normdatei, läst: 30 december 2014.[källa från Wikidata]
6. 1 2 3 4  abART, abART person-ID: 59762, läst: 1 april 2021.[källa från Wikidata]
7. 1 2  Шадов, Brockhaus och Efrons encyklopediska lexikon volym 39.[källa från Wikidata]
8. 1 2  Tjeckiska nationalbibliotekets databas, NKC-ID: xx0115746, läst: 15 december 2022.[källa från Wikidata]
9. ↑  Union List of Artist Names, 9 augusti 2021, ULAN: 500020339, läs online, läst: 7 februari 2024.[källa från Wikidata]
10. ↑  Deutsche Biographie, Bayerische Staatsbibliothek och Historische Kommission bei der Bayerischen Akademie der Wissenschaften, Deutsche Biographie-ID: 10223244X.[källa från Wikidata]
11. ↑  Union List of Artist Names, 14 november 2017, ULAN: 500020339, läs online, läst: 22 maj 2021.[källa från Wikidata]
12. ↑  Nationalmuseum
13. ↑  ”Minor Planet Center 5265 Schadow” (på engelska). Minor Planet Center. https://www.minorplanetcenter.net/db_search/show_object?object_id=5265. Läst 22 augusti 2023.